# Jurij Ledieniew
Jurij Ledieniew (ukr. Юрий Леденев; ur. 25 października 1984) – ukraiński zapaśnik startujący w stylu wolnym. Zajął 30 miejsce na mistrzostwach świata w 2011. Piąty na mistrzostwach Europy w 2010. Pierwszy w Pucharze Świata w 2009 roku.